# يوهان أوغست باخ
يوهان أوغست باخ (بالألمانية: Johann August Bach)‏ (و. 1721 – 1758 م) هو مؤرخ، وفقيه لغوي، ومؤرخ قانوني ‏، وقانوني ألماني، ولد في غرويتش، توفي في لايبزيغ، عن عمر يناهز 37 عاماً.